# Западная Суматра
Западная Суматра (индон. Sumatera Barat, Sumbar) — провинция в Индонезии, на острове Суматра. Расположена на западном побережье острова, граничит с провинциями: Северная Суматра (на севере), Риау и Джамби (на востоке) и Бенгкулу (на юго-востоке). Включает в себя Ментавайские острова, расположенные вблизи побережья.
Административный центр — город Паданг.

## География

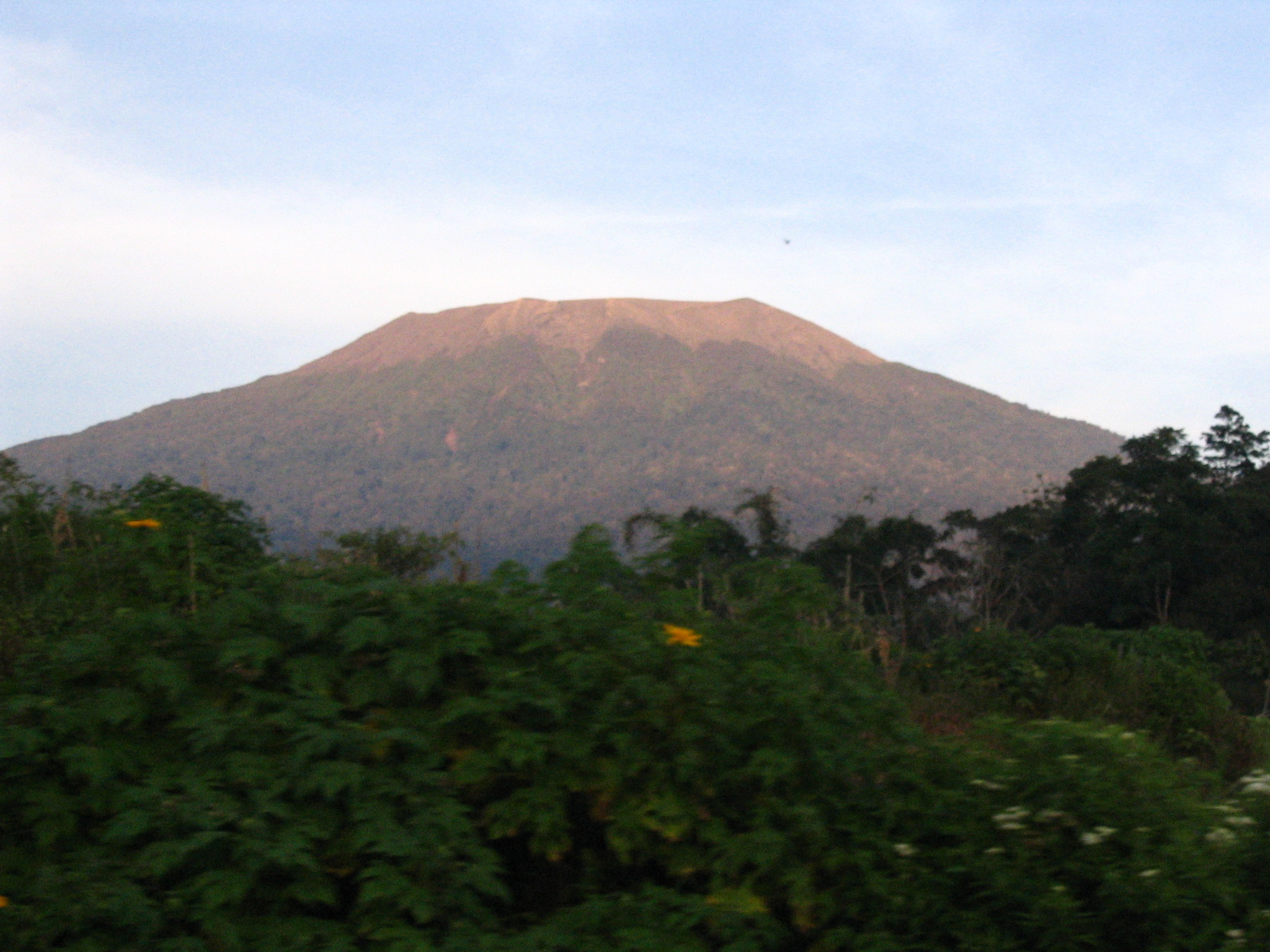
Вулкан Марапи

Горный хребет Барисан протянулся с северо-запада на юго-восток провинции, имеются также равнины. Западная Суматра включает в себя побережье Индийского океана длиной около 375 км. Крупные озёра: Манинджау, Сингкарак, Диатас, Дибавах, Таланг. Основные реки: Куранджи, Анаи, Омбилион, Сулики, Агам, Синамар, Арау. На территории провинции расположены несколько вулканов: Марапи, Синггаланг, Таланг, Талакмау, Тандикат.

### Природа
Западная Суматра включает в себя обширные территории тропических лесов, которые служат домом для множества видов растений и животных. Среди представителей фауны стоит отметить: суматранского тигра, сиаманга, чепрачного тапира, малайского медведя, борнейского дымчатого леопарда. Также здесь встречается Раффлезия Арнольда — самый большой в мире цветок.
На территории провинции расположены 2 национальных парка: Сиберут и Керинчи-Себлат, а также несколько заповедников.

## Население
По данным последней переписи 2020 года, население провинции составляет 5 534 472 чел. В 2010 году оно составляло 4 846 909 чел. На 2000 год оно составляло 4,2 млн чел, а на 1990 год — 3,5 млн чел.
Население представлено главным образом народом минангкабау, которые в большинстве своём мусульмане. Острова Ментавай населены ментавайцами, которые главным образом христиане.

## Административное деление

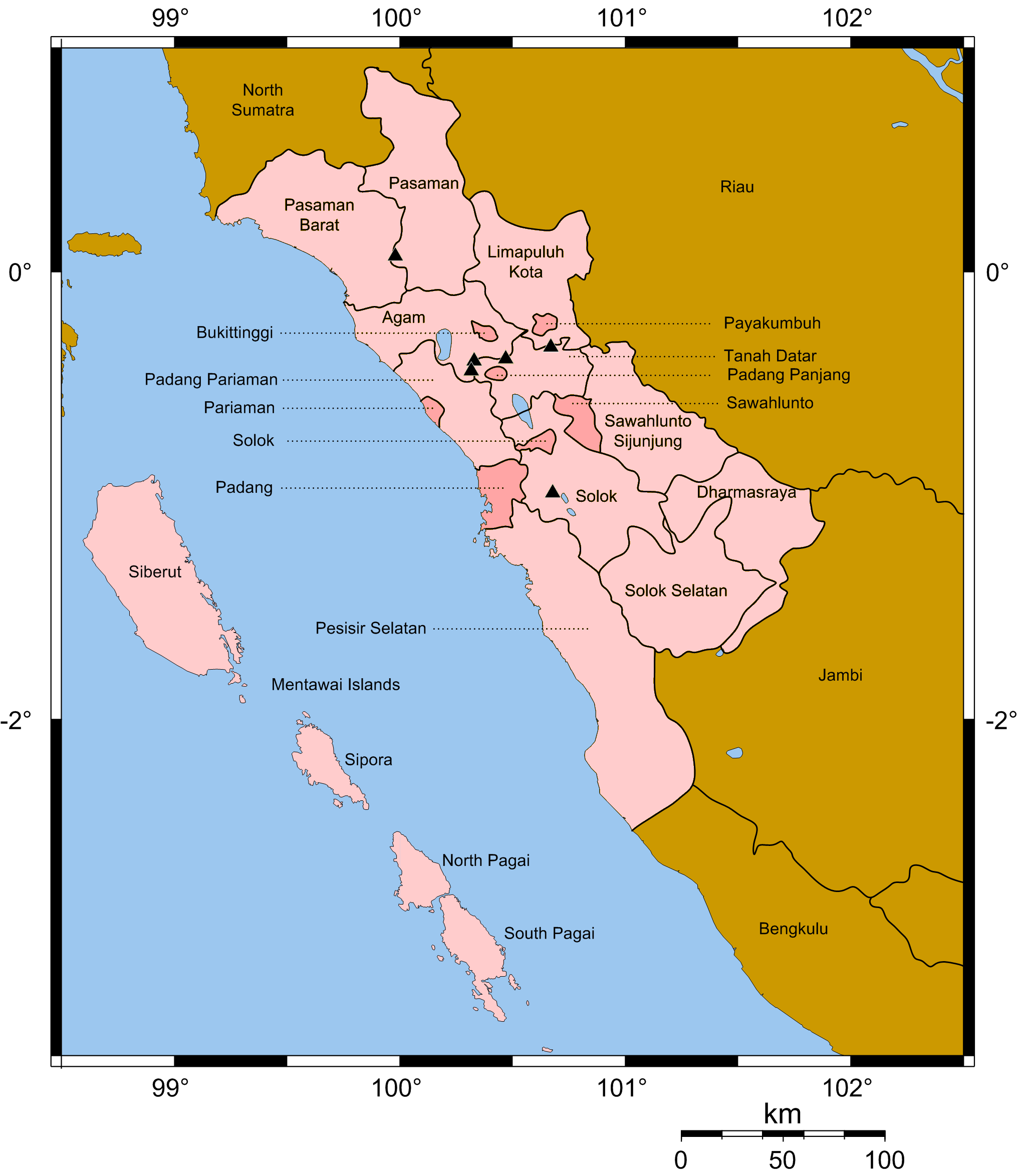
Административная карта Западной Суматры

Провинция Западная Суматра делится на 12 округов и 7 городских муниципалитетов:
| №  | Адм. единица            | Территория, км² | Население чел. (2020) | Адм. центр        |
| -- | ----------------------- | --------------- | --------------------- | ----------------- |
| 1  | Острова Ментавай        | 6 011,35        | 87 623                | Туа-Педжат        |
| 2  | Паданг (город)          | 694,96          | 909 040               |                   |
| 3  | Южный Песисир           | 5 794,95        | 504 418               | Паинан            |
| 4  | Южный Солок             | 3 209,05        | 182 027               | Паданг-Аро        |
| 5  | Дхармасрая              | 3 346,20        | 228 591               | Пулау-Пунджунг    |
| 6  | Солок                   | 3 875,15        | 391 497               | Аросука           |
| 7  | Солок (город)           | 57,64           | 73 438                |                   |
| 8  | Сиджунджунг             | 2 745,73        | 235 045               | Муаро-Сиджунджунг |
| 9  | Савахлунто (город)      | 273,45          | 65 138                |                   |
| 10 | Танах-Датар             | 1 336,00        | 371 704               | Батусангкар       |
| 11 | Паданг-Панджанг (город) | 23,00           | 47 008                |                   |
| 12 | Паданг-Париаман         | 1 328,79        | 430 626               | Парит-Малинтанг   |
| 13 | Париаман (город)        | 73,36           | 94 224                |                   |
| 14 | Агам                    | 2 232,30        | 529 138               | Лубук-Басунг      |
| 15 | Букиттинги (город)      | 25,24           | 121 028               |                   |
| 16 | Лима-Пулух-Кота         | 3 354,30        | 383 525               | Сариламак         |
| 17 | Паякумбух (город)       | 80,34           | 139.576               |                   |
| 18 | Пасаман                 | 3 947,63        | 299 851               | Лубук-Сикапинг    |
| 19 | Западный Пасаман        | 3 887,77        | 431 672               | Симпанг-Эмпат     |
|    | Всего                   | 42 297,21       | 5 534 472             |                   |

## Транспорт
Западная Суматра обслуживается международным аэропортом Минангкабау, расположенном в 23 км к северо-западу от Паданга. Имеются прямые рейсы в Куала-Лумпур и Сингапур, а также в большинство крупных городов Индонезии.
Наиболее значимой автомобильной магистралью региона является транссуматранское шоссе, пересекающее провинцию и соединяющее её с Меданом (на севере) и Джакартой (на юго-востоке). Важное значение имеют также дороги соединяющие Паданг с городом Букиттингги, а Букиттингги с Пеканбару.
Телук-Баюр, порт Паданга — крупнейший и наиболее оживлённый на западном побережье Суматры, используется для экспорта товаров региона.